# SC Preußen Münster
SC Preußen Münster (în română Prusia Münster) este un club de fotbal din Münster, Germania, care evoluează în 2. Bundesliga.

## Lotul din 2014
La 20 mai 2014
| Nr. |                            | Poziție | Jucător                                         |
| --- | -------------------------- | ------- | ----------------------------------------------- |
| 2   | Germania                   | F       | Philip Röhe                                     |
| 3   | Germania                   | F       | Fabian Hergesell                                |
| 4   | Germania                   | F       | Robin Neupert                                   |
| 5   | Germania                   | F       | Patrick Kirsch                                  |
| 6   | Germania                   | F       | Kevin Schöneberg                                |
| 7   | Polonia                    | M       | Marcus Piossek                                  |
| 8   | Germania                   | M       | Stefan Kühne (captain)                          |
| 9   | Statele Unite ale Americii | A       | Matt Taylor                                     |
| 10  | Portugalia                 | M       | Amaury Bischoff                                 |
| 11  | Germania                   | A       | Soufian Benyamina (on loan from Dynamo Dresden) |
| 14  | Germania                   | F       | Julian Riedel                                   |
| 15  | Germania                   | F       | Simon Scherder                                  |

| Nr. |               | Poziție | Jucător             |
| --- | ------------- | ------- | ------------------- |
| 16  | Germania      | F       | Dominik Schmidt     |
| 17  | Franța        | M       | Clément Halet       |
| 18  | Germania      | M       | Malte Grashoff      |
| 19  | Țările de Jos | A       | Rogier Krohne       |
| 20  | Germania      | M       | Dennis Grote        |
| 21  | Germania      | M       | Jens Truckenbrod    |
| 23  | Germania      | M       | Pascal Koopmann     |
| 24  | Germania      | F       | Marco Pischorn      |
| 25  | Germania      | P       | Daniel Masuch       |
| 27  | Turcia        | M       | Mehmet Kara         |
| 30  | Germania      | M       | Benjamin Siegert    |
| 35  | Germania      | P       | Max Schulze Niehues |